# Brachygalba
A Brachygalba a madarak (Aves) osztályának harkályalakúak (Piciformes) rendjébe, ezen belül a jakamárfélék (Galbulidae) családjába tartozó nem.

## Előfordulásuk
A Brachygalba-fajok Dél-Amerika északi felén fordulnak elő. Csak a Brachygalba salmoni elterjedése nyúlik északabbra, egészen Panamáig. A trópusi és szubtrópusi alföldi, esőerdők lakói.

## Rendszerezés
A nembe az alábbi 4 faj tartozik:
- Brachygalba albogularis (Spix, 1824)[1]
- fehérfejű jakamár (Brachygalba goeringi) Sclater & Salvin, 1869[2]
- Brachygalba lugubris (Swainson, 1838)[3]
- Brachygalba salmoni Sclater & Salvin, 1879[4]